# Fontanna Bachczysaraju
Fontanna Bachczysaraju (Bachczysarajckij fontan) – poemat choreograficzny w 4 aktach z prologiem.
- Libretto: Nikołaj Wołkow (według poematu Aleksandra Puszkina);
- muzyka: Boris Asafjew;
- choreografia: Rostisław Zacharow;
- scenografia: Walentina Chodasiewicz.

Prapremiera: Leningrad 28 października 1943, Państwowy Teatr Opery i Baletu.

Premiera polska: Bytom 10 marca 1951, Opera Śląska.
Osoby:
- Maria Potocka – córka Stolnika
- Stolnik hrabia Potocki – ojciec Marii
- Wacław – młody szlachcic polski, narzeczony Marii
- Girej – chan Tatarów krymskich
- Zarema – ulubiona żona Gireja
- Nurali – wódz Tatarów
- przyjaciółki Marii, goście Stolnika, straż pałacowa, Tatarzy, żony Gireja, niewolnice, branki, straż przyboczna chana, eunuchowie.